# Per amor vostro
Per amor vostro is een Italiaans-Franse film uit 2015, geschreven en geregisseerd door Giuseppe M. Gaudino. De film ging in première op 11 september op het 72ste Filmfestival van Venetië.

## Verhaal
Anna is van een zelfverzekerd en dapper kind veranderd in een vrouw die getekend is door een gebeurtenis in haar familie twintig jaar geleden. Ze leidt nu een grijs bestaan dat in het teken staat van de liefde voor haar twee dochters en haar zoon. Ze voelt zich waardeloos en werkt als souffleur in een televisiestudio waar ze geliefd en populair is. Ze staat altijd klaar om anderen te helpen maar kan zich zelf niet genezen. Na jaren onzekerheid en op het moment dat ze een vaste baan aangeboden krijgt, slaagt ze er in om zichzelf te bevrijden. Ze verlaat haar man en probeert haar angsten te overwinnen, onder andere door vanaf een balkon naar de zee te kijken in haar thuisstad Napels. De zee is haar orakel, het enige dat niet besmet is door haar eigen grijze blik op de wereld.

## Rolverdeling
| Acteur              | Personage           |
| ------------------- | ------------------- |
| Valeria Golino      | Anna Ruotolo        |
| Massimiliano Gallo  | Gigi Scaglione      |
| Adriano Giannini    | Michele Migliacco   |
| Elisabetta Mirra    | Santina Scaglione   |
| Edoardo Crò         | Arturo Scaglione    |
| Dario D'Isanto      | Cinzia Scaglione    |
| Salvatore Cantalupo | Ciro                |
| Rosaria Di Ciocco   | Dirigente studio TV |

## Prijzen en nominaties
| jaar | prijs                    | categorie                      | genomineerde(n) | uitslag  |
| ---- | ------------------------ | ------------------------------ | --------------- | -------- |
| 2015 | Filmfestival van Venetië | Coppa Volpi voor beste actrice | Valeria Golino  | Gewonnen |